# 碧娃·普蘭
碧娃·普蘭（Belva Plain，原名碧娃·奧芬伯格（Belva Offenberg），1915年10月9日—2010年10月12日）， 出生於美国纽约州紐約市，是一位美國主流暢銷小说女作家。

## 作品
- 《長榮》（1978年）
- 《隨機風》（1980年）
- 《伊甸園燃燒》（1982年）
- 《新月市》（1984年）
- 《金杯》（1986年）
- 《掛毯》（1988年）
- 《祝福》（1989年）
- 《豐收》（1990年）
- 《珍寶》（1992年）
- 《私語》（1993年）
- 《黎明》（1994年）
- 《傳送帶》（1995年）
- 《承諾》（1996年）
- 《保密》（1997年）
- 《似水流年》（1997年）
- 《沉默的遺產》（1998年）
- 《財富之手》（1999年）
- 《火災發生後》（2000年）
- 《回眸》（2001年）
- 《她父親的別墅》（2002年）
- 《那情景之星》（2003年）
- 《十字路口》（2004年）